# Северный комитет РСДРП
«Северный рабочий союз», позднее «Северный комитет РСДРП» (1900—1905) — областное объединение социал-демократических организаций Владимирской, Костромской, Ярославской (с февраля по август 1903 также Тверской) губерний. Центром был Ярославль.

## История
Северный рабочий союз возник в 1900—1901 годах в Воронеже по инициативе высланных сюда из Ярославля и Иваново-Вознесенска О. А. Варенцовой, Ф. И. Щеколдина («Повар»), В. А. Носкова и других. В Кинешме в августе 1901 года прошло совещание представителей социал-демократических комитетов и групп Иваново-Вознесенска, Ярославля, Костромы и Владимира, после чего Союз активизировал свою деятельность. На съезде Союза в Воронеже 1—5 (14—18) января 1902 года был избран ЦК (М. А. Багаев, Ф. И. Щеколдин (Повар), О. А. Варенцова, Н. Н. Панин и др.) и принята программа, которую Ленин раскритиковал за следы «экономизма». 23 апреля 1902 года организация была практически уничтожена «охранкой» в результате сложной жандармской операции во Владимире, Иваново-Вознесенске и Ярославле.
В открытом письме в № 34 «Искры» (февраль 1903) Союз заявил о полной солидарности с программой «Искры» и «Зари» и книгой Ленина «Что делать?», признал «Искру» и «Зарю» руководящими органами РСДРП. Его представители (В. А. Носков, Ф. И. Щеколдин (Повар), А. М. Стопани, А. И. Любимов) участвовали в подготовке II съезда РСДРП (июль — август 1903). Делегаты Союза Л. М. Книпович и А. М. Стопани примкнули на этом съезде к «большевикам».
Союз вскоре был преобразован в Северный комитет РСДРП (возглавил его А. М. Стопани), а местные комитеты — в его группы. Северный комитет составлялся путём кооптации, группы таким же способом организовывались агентами комитета, которые постоянно жили в том или другом городе и являлись представителями группы города в Северном комитете. Центр комитета составляло бюро, на котором лежала текущая, объединяющая отдельные группы работа, сношения с центрами партии и техника.
После II съезда партии организованого Ф. И. Щеколдиным (Повар) к комитету присоединилась группа А. А. Вановского «Воля», имевшая расположенную на окраине Ярославля в небольшом особняке качественную подпольную типографию, в том числе с паспортным бюро. Однако 8 декабря 1903 года она была выявлена, её сотрудники арестованы, имущество продано, ликвидирован третий, оказавшийся последним, номер «Листка Северного комитета РСДРП».
Политическая работа в массах в канун Революции 1905—1907 годов фактически велась только в крупных городах: Ярославле, Иваново-Вознесенске, Костроме, Рыбинске, Шуе и Ростове, также некоторое время во Владимире. Реальная отдача появилась только в 1904 году. На массовки в Ярославле и Костроме собиралось тогда по 80—150, в Иваново-Вознесенске — по 200—300 человек. Наиболее восприимчивыми оказались рабочие Иваново-Вознесенска, более других симпатизировавшие идее вооруженных демонстраций и выражавшие готовность примкнуть к всеобщей забастовке по требованию партии.
В июле 1905 года на конференции северных организаций РСДРП в Костроме Северный комитет РСДРП был упразднён, сам Северный комитет превратился в Ярославский комитет, образованы самостоятельные Костромской и Иваново-Вознесенский комитеты.
В разное время в Союзе работали Г. М. Вайсман, М. С. Кедров, В. Р. Менжинский, Н. И. Подвойский, Я. М. Свердлов, М. В. Фрунзе, Ф. И. Щеколдин (Повар) и др.